# Europameisterschaften im Modernen Fünfkampf 2024
Die Europameisterschaften im Modernen Fünfkampf 2024 wurden vom 8. bis 14. Juli in der ungarischen Hauptstadt Budapest ausgetragen.
Das Fechten fand in der BOK Sporthalle statt. Austragungsort der Disziplinen Dressurreiten und Laserrun war der Statuenpark zwischen Puskás Aréna und Papp László Budapest Sportaréna. Geschwommen wurde im Schwimmbad des Gerevich Aladár Nemzeti Sportcsarnok.
Aufgrund des Russisch-Ukrainischen Krieges durften Athleten aus Russland und Belarus nur als Individuelle Neutrale Athleten starten.

## Ergebnisse

### Männer
| Disziplin  | Gold                                                       | Silber                                                         | Bronze                                               |
| ---------- | ---------------------------------------------------------- | -------------------------------------------------------------- | ---------------------------------------------------- |
| Einzel     | Oleksandr Towkaj                                           | Giorgio Malan                                                  | Marvin Dogue                                         |
| Mannschaft | Italien Giorgio Malan Matteo Cicinelli Federico Alessandro | Ukraine Oleksandr Towkaj Jurij Kowaltschuk Hordij Berensnjakow | Ungarn Mihály Koleszár Richard Bereczki József Tamás |
| Staffel    | Giorgio Malan / Matteo Cicinelli                           | Richard Bereczki / Mihály Koleszár                             | Pawlo Tymoschtschenko / Oleksandr Towkaj             |

### Frauen
| Disziplin  | Gold                                                   | Silber                                                          | Bronze                                       |
| ---------- | ------------------------------------------------------ | --------------------------------------------------------------- | -------------------------------------------- |
| Einzel     | Kerenza Bryson                                         | Anna Jurt                                                       | Emma Whitaker                                |
| Mannschaft | Italien Francesca Tognetti Alice Rinaudo Elena Micheli | Großbritannien Kerenza Bryson Emma Whitaker Alexandra Bousfield | Ungarn Rita Erdős Simon Sarolta Kamilla Réti |
| Staffel    | Emma Whitaker / Alexandra Bousfield                    | Annika Zillekens / Rebecca Langrehr                             | Blanka Guzi / Noémi Eszes                    |

### Mixed
| Disziplin | Gold                         | Silber                                 | Bronze                              |
| --------- | ---------------------------- | -------------------------------------- | ----------------------------------- |
| Staffel   | Rita Erdős / Mihály Koleszár | Francesca Tognetti / Daniele Colasanti | Titas Puronas / Elzbieta Adomaitytė |

## Medaillenspiegel
| Platz  | Land           | Gold | Silber | Bronze | Gesamt |
| ------ | -------------- | ---- | ------ | ------ | ------ |
| 1      | Italien        | 3    | 2      | –      | 5      |
| 2      | Großbritannien | 2    | 1      | 1      | 4      |
| 3      | Ukraine        | 1    | 1      | 1      | 3      |
| 4      | Ungarn         | 1    | 1      | 3      | 5      |
| 5      | Deutschland    | –    | 1      | 1      | 2      |
| 6      | Schweiz        | –    | 1      | –      | 1      |
| 7      | Litauen        | –    | –      | 1      | 1      |
| Gesamt | Gesamt         | 7    | 7      | 7      | 21     |